# Isole Frisone Orientali
Le isole Frisone Orientali sono un gruppo di isole del mare del Nord situate a circa 5–10 km dalla costa della Bassa Sassonia in Germania in un'area lunga circa 90 km compresa fra gli estuari dei fiumi Jade ed Ems.

## Geografia
Le isole maggiori, tutte abitate sono 7, da ovest a est: Borkum, Juist, Norderney, Baltrum, Langeoog, Spiekeroog e Wangerooge. Vi sono poi alcuni isolotti disabitati, alcuni dei quali hanno origine artificiale, ad esempio l'isola di Minsener Oog fu costruita all'inizio degli anni venti per riparare il corridoio navigabile verso Wilhelmshaven. Il banco di sabbia di Kachelotplate tra Borkum e Juist non viene più inondato dalle maree e dal 2004 è considerato un'isola. Altre isole disabitate sono Memmert a sud di Juist, Mellum ad est di Wangerooge e la piccola isola di Lütjehörn, ad est di Borkum che rischia costantemente di essere sommersa.
Le isole e il mare circostante fanno parte del parco nazionale del Wattenmeer della Bassa Sassonia
Sul lato rivolto verso il mare le isole hanno spiagge sabbiose mentre sul lato interno vi sono stagni e paludi. A causa delle forti maree le isole vengono erose sul lato occidentale e acquisiscono aree sabbiose su quello orientale, i bracci di mare tra le diverse isole, in occasione delle maree, hanno forti correnti.
Le isole Frisone Orientali sono una meta turistica abbastanza frequentata, l'attività economica tradizionale resta comunque la pesca.
Tutte le isole sono raggiungibili con traghetti; Norderney, Baltrum, Langeoog e Spiekeroog durante la bassa marea sono raggiungibili anche a piedi dalla terraferma (l'attraversamento è chiamato wadlopen); in quasi tutte non è consentita la circolazione delle auto.